# Козьмин, Прокофий Тарасович
Проко́фий (Прокопий) Тара́сович Козьми́н (1795—1851) — русский подполковник корпуса флотских штурманов (КФШ).

## Биография
Родился в 1795 году. В 1816 году выпущен из штурманского училище штурманским помощником унтер-офицерского чина. На фрегате «Меркурий» отправился в заграничное плавание.
В конце 1817 года назначен в должность помощника штурмана на шлюп «Камчатка» в кругосветное путешествие под командованием В. М. Головнина. Посетил Петропавловский порт и пункты Русской Америки. Участвовал в гидрографических работах у Алеутских островов и тихоокеанского побережья Северной Америки. В ходе плавания спас от гибели русское купеческое судно у острова Гривалла.
В 1820 году участвовал в экспедиции лейтенанта барона Ф. П. Врангеля, посланного для описи берегов Северно-Ледовитого океана. В ходе экспедиции П. Т. Козьмин описал материковое побережье океана, устьев рек Колыма и Индигирка, дал подробную характеристику Медвежьих островов. В 1824 году Прокофий Тарасович возвратился в Санкт-Петербург. Барон Врангель очень высоко отзывался о Козьмине, вместе с которым ему приходилось делить все тяготы экспедиции.
В 1825—1827 годах уже в чине подпоручика КФШ совершил очередное кругосветное путешествие под командованием барона Ф. П. Врангеля в должности старшего штурмана на шлюпе «Кроткий».
В 1829 году Козьмин поступил на службу в Российско-американскую компанию (РАК). Далее, возглавил Шантарскую экспедицию на шхуне «Акция», в задачи которой ставился поиск удобной гавани на Удском берегу (юго-западная часть Охотского моря). Во время этой экспедиции он описал Шантарские острова и открыл два больших острова, названных в честь директоров РАК — Прокофьева и Кусова.
1 января 1831 года произведён в чин штабс-капитана Корпуса флотских штурманов.
В 1832 году принял участие в хронометрической балтийской экспедиции Ф. Ф. Шуберта. Впоследствии опубликовал её описание в III части «Записок Гидрографического Депо».
Начиная с 1833 года, П. Т. Козьмин служил в гидрографическом департаменте. 25 июня 1836 года произведён в капитаны КФШ. С 1837 года и до самой смерти заведовал инструментальным кабинетом гидрографического департамента (ранее гидрографическое депо). 7 апреля 1846 года произведён в подполковники КФШ.
Умер 20 января (1 февраля) 1851 года.

## Память
- Бухта Козьмина — северо-восточная внутренняя гавань залива Находка, залив Петра Великого, Японское море[3];
- Мыс Козьмина — северо-восточный входной мыс в бухту Козмина[3];
- Мыс Козьмина — северное побережье Якутии, Восточно-Сибирское море, Северный Ледовитый океан[3].
- Козьмина — река на северном побережье Чукотки.